# 평창군의 향토문화유적
평창군의 향토문화유적은 평창군에 소재하고 다음 각 호의 어느 하나에 해당하는 것을 말한다.
1. 「문화재보호법」또는「강원도 문화재 보호조례」에 따라 문화재로 지정되지 아니한 것으로 향토의 역사적, 예술적, 학술적 가치가 있는 자원 및 자료와 이에 준하는 고고자료
2. 향토 문화재로서 보존가치가 있을 것으로 기대되는 유적
3. 향토문화, 토속, 풍속을 연구하는데 필요한 자료
4. 그 밖에 군수가 위원회의 심의를 거쳐 보호·관리가 필요하다고 인정하는 것

## 참고 문헌
- 평창군 홈페이지 - 고시/공고